# Giannīs Pappas
Giannīs Pappas (in greco Γιάννης Παππάς?; Istanbul, 13 marzo 1913 – Atene, 18 gennaio 2005) è stato uno scultore e pittore greco.

## Biografia
Giannīs Pappas nacque a Costantinopoli nel 1913, figlio del chirurgo Alexandros Pappas. A causa della catastrofe dell'Asia Minore, la famiglia tornò in Grecia nel 1922 e Pappas si diplomò ad Atene nel 1929. Successivamente si trasferì a Parigi per studiare all'École nationale supérieure des beaux-arts.
Allo scoppio della seconda guerra mondiale tornò in Grecia e combatté al fronte, per poi arruolarsi in marina nel 1944; rimase ad Alessandria fino al 1951, studiando i monumenti egizi ed ellenistici. Tornò in Grecia nel 1952 per ricoprire la carica di professore di scultura all'Accademia di belle arti di Atene.
Molte dei suoi bronzi raffiguranti figure storiche e contemporanee adornano le maggiori città greche e nel 2002 donò molti dei suoi bozzetti e dipinti al Museo Benaki.